# Richard Wright (zenész)
Richard William „Rick” Wright (London, 1943. július 28. – London, 2008. szeptember 15.) zongorista és billentyűs, leginkább a Pink Floyd tagjaként ismert. Bár nem olyan termékeny zeneszerző, mint zenésztársai, Roger Waters és David Gilmour, Wright billentyűjátékával nagyban hozzájárult a Pink Floyd sikeréhez. A Pink Floyd korai éveiben pszichedelikus hangzású, billentyűs hangszerekre épülő zenei világa meghatározta az együttes különleges, egyedi hangzását. Wright gyakran énekelt háttérénekesként a Floyd albumokon, vezető énekesként ritkán hallható (ezen ritka dalok közé tartozik a Time és az Echoes).

## Pink Floyd
Wright a Regent Street Polytechnic főiskolán tanult, ahol megalapította a Sigma 6-ot, a későbbi Pink Floyd elődjét Roger Waters, Nick Mason és Bob Klose társaságában. A Pink Floyd korai éveiben az együttes vezető zenésze volt, 1967-68-ban több dalt is írt az együttesnek. A zenekar hangzásának és céljainak a kialakításában Wrightnak is nagy szerepe volt. A pszichedelikus, instrumentális hangzást részesítette előnyben, Syd Barrett kiválásakor Waters és Wright együtt írták az együttes dalait. Jelentősen kivette a részét az olyan nagy instrumentális darabok megírásában, mint az Interstellar Overdrive, a Saucerful of Secrets, a Careful with That Axe, Eugene, a One of These Days, a filmzenék készítésében: More, Zabriskie Point és az Obscured by Clouds, valamint olyan nagy művek készítésében, mint az Atom Heart Mother, az Echoes és a Shine On You Crazy Diamond. A legnépszerűbb darabjai a The Great Gig in the Sky és az Us and Them az 1973-as The Dark Side of the Moon albumról.
Waters zenekaron belüli megerősödésével Wright hatása egyre csökkent. Az Animals az első olyan Pink Floyd lemez, amin Wright nem szerepel szerzőként. Az album gitárközpontú, a billentyűs hangzásnak már kisebb a szerepe, így Wright jelentősége a zenében jelentősen csökkent. 1978-ban elkészítette első szólóalbumát Wet Dream címmel. Roger Waters és Wright között egyre szélesedett a szakadék, ami odáig fajult, hogy Waters kirúgta őt a zenekarból a The Wall készítésekor. Wright maradhatott fizetett fellépőként a The Wall előadásokban, de azt követően már nem volt a Pink Floyd tagja. A történet iróniája, hogy egyedül Wrightnak volt nyereséges a turné, az előadások horribilis összegeit Mason, Gilmour és Waters fizette, míg Wright állandó fizetést kapott, a költségek nem terhelték. Az 1983-ban megjelenő The Final Cut album az egyetlen, amelyen Wright nem szerepel. Waters kilépése után Gilmour és Mason visszahívta, így az 1987-es A Momentary Lapse of Reason albumon ismét játszik. A nevét kisebb betűvel írták a borítóra, mert az 1981-es elbocsátási záradékában szerepelt, hogy nem léphet be újra az együttesbe. Ennek ellenére 1988-tól már ismét teljes jogú tagja az együttesnek, így a Delicate Sound of Thunder című dupla koncert lemezen már „rendes méretben” tüntették fel a nevét. 1994-ben a Pink Floyd utolsó stúdióalbumán öt dalt szerzett és 1973 óta először ismét énekelt egy dalban (Wearing the Inside Out). Wright – Masonnel együtt – az összes Pink Floyd turnén játszott.

## 1995-2008
1996-ban megjelent második szólóalbuma, a Broken China. A lemezen Sinéad O’Connor is énekel, Pino Palladino basszus gitáron játszik, Manu Katché dobol, Dominic Miller (Sting egyik gitárosaként ismert) és Tim Renwick (a Pink Floyd egyik alkalmi zenésze, gitárosa) elektromos gitáron játszik. A Broken China összetettebb, koncentráltabb, művészeti hatásában is sikeresebb munka, mint a Wet Dream. Szembetűnő Rick Wright új zenei korszaka.
Az album elkészítésében Anthony Moore is közreműködött.
2005. július 2-án Wright, Gilmour és Mason csatlakozott Watershez egy koncert erejéig a londoni Live Aid színpadán. Bob Geldof felkérésére azonnal igent mondott, annak ellenére, hogy az együttesen belül neki volt a legfeszültebb a viszonya Watersszel.
2005. november 16-án a Pink Floyd tagjaként felvették a UK Music Hall of Fame-be, a ceremónián azonban szemműtéte miatt nem tudott megjelenni.
Wright billentyűsként és háttérénekesként közreműködött David Gilmour új albuma, az On an Island elkészítésében, valamint 2006-ban két tucat koncerten része volt Gilmour turné csapatának Európában és Észak-Amerikában.
2008. szeptember 15-én hunyt el, hatvanöt éves korában, angliai otthonában.
Betegségét titokban tartotta, korábbi szürkehályogműtétjére is csak úgy derült fény, hogy nem vett részt a Pink Floyd Rock and Roll Hall of Fame-be való beiktatásán. Korábban két szólóalbuma jelent meg, élete utolsó heteiben fejezte be a harmadikat, amely instrumentális felvételekből áll.

## Diszkográfia
A Pink Floyddal készített albumokat lásd: Pink Floyd-diszkográfia.

### Szólóalbumok
|  | 1978. szeptember 15. | Wet Dream    |
|  | 1996. november 26.   | Broken China |

### Zeealbumok
|  | 1984. április 9. | Identity |

### David Gilmouralbumain
|  | 2002. október    | David Gilmour in Concert (DVD) |
|  | 2006. március 6. | On an Island                   |
|  | 2007. szeptember | Remember That Night (DVD)      |

### Syd Barrettalbumain
|  | 1970. január 3.    | The Madcap Laughs |
|  | 1970. november 14. | Barrett           |

## Külső hivatkozások
- The Richard Wright Archives – Nem hivatalos Rick Wright oldal
- Rick Wright on All Pink Floyd Fan Network – Diszkográfia, interjúk, cikkek, fórum
- Spare Bricks The Pink Floyd Webzine – Rick Wright karrierje során használt hangszerek gyűjteménye
- Neptune Pink Floyd
- Brain Damage, Pink Floyd hírcentrum – Pink Floyd hírek, képek, koncert időpontok
- Elhunyt a Pink Floyd billentyűse[halott link]